# تترای آئوکا
تترای آئوکا (نام علمی: Hyphessobrycon auca)، گونه‌ای از ماهی‌های آمریکای جنوبی از خانواده کاراسینانها است.

## ویژگی‌ها
ننرای آئوکای بالغ حداکثر به طول ۴٫۲ سانتیمتر می‌رسد. این گونه بسیار شبیه به تترا بوئنوس آیرس (Hyphessobrycon asitsi) با تفاوت‌های ظریف و بسیار اندک است. کمی کدرتر و رنگ قرمز کمتری روی باله‌هایش دارد و دارای ناحیه‌ای سیاه‌تر در انتهای دم.

## پراکندگی و زیستگاه
این گونه فقط در دو مکان شناخته شده‌است، حوضچه‌های منفرد تک افتاده در تالاب‌های استان کورینتس در شمال آرژانتین.